# Shoot Out de Snooker
O Snooker Shoot Out é um torneio profissional de snooker. O evento teve sua primeira edição em 1990 e desde 2017 faz parte do calendário do ranking mundial da categoria. O atual campeão do torneio é o tailandês Thepchaiya Un-Nooh.

## Visão geral

### História
Um evento similar conhecido como Shoot-Out foi realizado pela primeira vez em setembro de 1990, na ocasião, com exceção da final, todas as partidas foram decididas em um único frame. O evento retornou em 2011 com várias inovações e foi renomeado para Snooker Shoot Out. O evento foi patrocinado pelo CaesarsCasino.com, e foi comparado aos jogos do Twenty20, uma variação da forma original do críquete.
De 2011 a 2015, o evento ocorreu na Circus Arena em Blackpool. O evento foi patrocinado pelo PartyPoker.com em 2012, pela Betfair em 2013, pelo 888casino em 2014, e pela Betway em 2015. O torneio foi realizado no Hexagon em Reading em 2016. De 2016 até 2018, o torneio foi transmitido pela ITV e foi patrocinado pela Coral.
Em 2017, o evento fez pela primeira vez parte do calendário do ranking, aberto a 128 jogadores profissionais. No final da temporada, os jogadores votaram para mantê-lo como um evento do ranking. A partir de 2017, o torneio passou a ser realizado no Coliseu de Watford. A transmissão do evento desde 2019 foi incorporada à parceria de longo prazo da World Snooker com a Eurosport e a Quest, que dura até 2026.

### Formato
O torneio tem um conjunto único de regras, com partidas de frame único que duram no máximo dez minutos e um cronômetro de 15 segundos para cada jogada nos primeiros cinco minutos e dez segundos nos últimos cinco. Cada um dos 128 jogadores selecionados para a edição anual do evento, estão a sete vitórias da conquista do título.

### Premiação
Atualmente, a premiação total do evento é de 171 mil libras esterlinas, divididos da seguinte forma:
| Posição                                | Prêmio                    |
| -------------------------------------- | ------------------------- |
| Campeão                                | 050 000 libras esterlinas |
| Vice-campeão                           | 020 000 libras esterlinas |
| 3–4 (perdedores das semifinais)        | 008 000 libras esterlinas |
| 5–8 (perdedores das quartas de final)  | 004 000 libras esterlinas |
| 9–16 (perdedores das oitavas de final) | 003 000 libras esterlinas |
| 17–32 (últimos 32)                     | 001 000 libras esterlinas |
| 33–64 (últimos 64)                     | 000500 libras esterlinas  |
| 65–128 (últimos 128)                   | 000250 libras esterlinas  |
| Maior break                            | 005 000 libras esterlinas |
| Total                                  | 171 000 libras esterlinas |

## Edições
| Ano                                         | Campeão                             | Vice-campeão                        | Placar                              | Local                               | Temporada                           | Ref.                                |
| Shoot-Out (sem pontuar pro ranking)         | Shoot-Out (sem pontuar pro ranking) | Shoot-Out (sem pontuar pro ranking) | Shoot-Out (sem pontuar pro ranking) | Shoot-Out (sem pontuar pro ranking) | Shoot-Out (sem pontuar pro ranking) | Shoot-Out (sem pontuar pro ranking) |
| ------------------------------------------- | ----------------------------------- | ----------------------------------- | ----------------------------------- | ----------------------------------- | ----------------------------------- | ----------------------------------- |
| 1990                                        | Darren Morgan                       | Mike Hallett                        | 2–1                                 | Stoke                               | 1990–91                             | [ 2 ]                               |
| Snooker Shoot Out (sem pontuar pro ranking) |                                     |                                     |                                     |                                     |                                     |                                     |
| 2011                                        | Nigel Bond                          | Robert Milkins                      | 1–0 (62–23)                         | Blackpool                           | 2010–11                             | [ 5 ] [ 24 ] [ 25 ]                 |
| 2012                                        | Barry Hawkins                       | Graeme Dott                         | 1–0 (61–23)                         | Blackpool                           | 2011–12                             | [ 6 ] [ 26 ]                        |
| 2013                                        | Martin Gould                        | Mark Allen                          | 1–0 (104–0)                         | Blackpool                           | 2012–13                             | [ 7 ] [ 27 ]                        |
| 2014                                        | Dominic Dale                        | Stuart Bingham                      | 1–0 (77–19)                         | Blackpool                           | 2013–14                             | [ 8 ] [ 28 ]                        |
| 2015                                        | Michael White                       | Xiao Guodong                        | 1–0 (54–48)                         | Blackpool                           | 2014–15                             | [ 29 ] [ 30 ]                       |
| 2016                                        | Robin Hull                          | Luca Brecel                         | 1–0 (50–36)                         | Reading                             | 2015–16                             | [ 31 ] [ 32 ]                       |
| Snooker Shoot Out (ranking)                 |                                     |                                     |                                     |                                     |                                     |                                     |
| 2017                                        | Anthony McGill                      | Xiao Guodong                        | 1–0 (67–19)                         | Watford                             | 2016–17                             | [ 33 ] [ 34 ]                       |
| 2018                                        | Michael Georgiou                    | Graeme Dott                         | 1–0 (67–56)                         | Watford                             | 2017–18                             | [ 35 ] [ 36 ]                       |
| 2019                                        | Thepchaiya Un-Nooh                  | Michael Holt                        | 1–0 (74–0)0                         | Watford                             | 2018–19                             | [ 37 ] [ 38 ]                       |
| 2020                                        | Michael Holt                        | Zhou Yuelong                        | 1–0 (64–1)                          | Watford                             | 2019–20                             | [ 39 ] [ 40 ]                       |
| 2021                                        | Ryan Day                            | Mark Selby                          | 1–0 (67–24)                         | Milton Keynes                       | 2020–21                             | [ 41 ]                              |
| 2022                                        | Hossein Vafaei                      | Mark Williams                       | 1–0 (71–0)                          | Leicester                           | 2021–22                             | [ 42 ]                              |
| 2023                                        | Chris Wakelin                       | Julien Leclercq                     | 1–0 (119–0)                         | Leicester                           | 2022–23                             | [ 43 ]                              |